# Сорока Василь Ілларіонович
Васи́ль Іларіо́нович Соро́ка (нар. 1902 — пом. 15 листопада 1967) — командир відділення 107-го гвардійського стрілецького полку 34-ї гвардійської стрілецької дивізії 4-ї гвардійської армії 3-го Українського фронту, гвардії червоноармієць, Герой Радянського Союзу (1945).

## Біографія
Народився у 1902 році в селі Пасицели Балтського району Одеської області в селянській родині. Українець. Освіта початкова. З 15-ти років працював на маслозаводі, потім був вантажником на залізничній станції Котовськ. З 1936 року працював на заводі імені Ф. Е. Дзержинського в Одесі.
З початком німецько-радянської війни в 1941 році призваний до Червоної Армії. Воював на Південно-Західному фронті. Внаслідок поранення у жовтні 1941 року потрапив у полон. Перебував у концентраційному таборі Бузеу на території Румунії. З наближенням лінії фронту в 1944 році здійснив втечу з концтабору.
У серпні 1944 року вдруге призваний до Червоної Армії. У діючій армії перебував з жовтня 1944 року. У складі 107-го гвардійського стрілецького полку 34-ї гвардійської стрілецької дивізії 4-ї гвардійської армії 3-го Українського фронту брав участь в бойових діях на території Угорщини, форсував Дунай.
30 грудня 1944 року бійці 3-го стрілецького батальйону 107-го гвардійського стрілецького полку з боєм прорвались до залізничної станції Банхида, поблизу міста Секешфегервар в Угорщині. Після того, як противник великими силами з танками атакував станцію, батальйон був змушений відійти, але група бійців у 28 чоловік під орудою гвардії лейтенанта Паніна опинилась відрізаною від основних частин. Бійці зайняли оборону в двоповерховому будинку. Після загибелі лейтенанта Паніна командування групою перейняв на себе гвардії старший сержант Старіков М. С. Протягом п'яти діб група відбила 40 ворожих атак, знищила один танк, три бронетранспортери і понад 70 фашистів.
Червоноармієць В. І. Сорока на чолі свого відділення боронив північний бік будинку, майже вщент зруйнований ворожою артилерією. 3 січня 1945 року під прикриттям туману німці підтягнули до будинку бронетранспортер з автоматичною гарматою і кулеметом, ворожа піхота знову пішла в атаку. Сорока В. І. поповз назустріч бронетранспортерові й закидав його гранатами, а повертаючись назад до будинку, знищив ще й сімох солдатів противника.
В ніч на 4 січня німці здійснили масований наступ на будинок. Поєднуючи артилерійський і рушничний вогонь, гітлерівці наблизились впритул до будинку і закидали в середину димові шашки й бачки з горючою сумішшю. Після цього виломили двері та увірвались до будинку. Попри сильні опіки Василь Сорока разом з кулеметником Могилевичем вогнем і багнетами змусили німців відступити і втримали позицію.
Наступної ночі за наказом командування рештки групи, захопивши поранених, відійшли в розташування свого батальйону.
Указом Президії Верховної Ради СРСР від 29 червня 1945 року за зразкове виконання бойових завдань командування і виявлені відвагу і героїзм, гвардії червоноармійцю Сорокі Василю Іларіоновичу присвоєно звання Героя Радянського Союзу з врученням ордена Леніна і медалі «Золота Зірка» (№ 4255).
13 квітня 1945 року в бою поблизу Відня був важко поранений, тривалий час лікувався у шпиталі. Після демобілізації повернувся до Одеси.
Помер 15 листопада 1967 року. Похований в Одесі.

## Нагороди
- Медаль «Золота Зірка» Героя Радянського Союзу.
- Орден Леніна.
- Медалі.